# Gestor de finestres

La gestor de finestres controla la decoració de Finestra. Sistema de finestres.

Un gestor de finestres és un programari de sistema que controla el posicionament i l'aparença de les finestres dins un sistema de finestres en una interfície gràfica d'usuari. Gran part dels gestors de finestres són dissenyats per a ajudar a proveir un entorn d'escriptori. Treballen en conjunt amb el sistema gràfic subjacent, que proveeix la funcionalitat requerida com suport per a maquinari de gràfics, dispositius senyaladors o teclats, i majoritàriament s'escriuen utilitzant un joc d'eines per a ginys.
Pocs gestors de finestres són dissenyats amb una clara distinció entre el sistema de finestres i el gestor de finestres. Tota interfície d'usuari gràfica que utilitza una metàfora de la interfície posseeix alguna forma de gestió de finestres; tot i això, a la pràctica, els elements d'aquesta funcionalitat varien altament. Els elements normalment associats amb gestors de finestres són aquells que permeten l'usuari que obri, tanqui, minimitzi, maximitzi, mogui, canviï la mida, i realitzi un seguiment de les finestres en funcionament, incloent els decoradors de finestres. Molts gestors de finestres també venen amb diverses utilitats i funcionalitats, com per exemple acobladors, barres de tasques, llançadors de programes, icones d'escriptori o fons d'escriptori.